# Fara Olivana con Sola
Fara Olivana con Sola ist eine italienische Gemeinde (comune) mit 1353 Einwohnern (Stand 31. Dezember 2023) in der Provinz Bergamo, Region Lombardei.

## Geographie
Fara Olivana con Sola liegt 25 km südöstlich der Provinzhauptstadt Bergamo und 45 km östlich der Metropole Mailand am nördlichen Rand der Po-Ebene.
Die Nachbargemeinden sind Bariano, Castel Gabbiano (CR), Covo, Fornovo San Giovanni, Isso, Mozzanica und Romano di Lombardia.

## Verwaltungsgliederung
Die Gemeinde setzt sich aus den beiden etwa 2 km voneinander entfernten und 1331 vereinigten Fraktionen Fara Olivana und Sola zusammen. Obwohl die Gemeinde Fara Olivana und die Gemeinde Sola zwei unterschiedliche Pfarreien bilden, werden sie als Gemeindeeinheit von demselben Priester geführt.

## Sehenswürdigkeiten
- Die Pfarrkirche Santo Stefano aus dem 13. Jahrhundert in Fara Olivana
- Die Pfarrkirche San Lorenzo di Sola aus dem 13. Jahrhundert

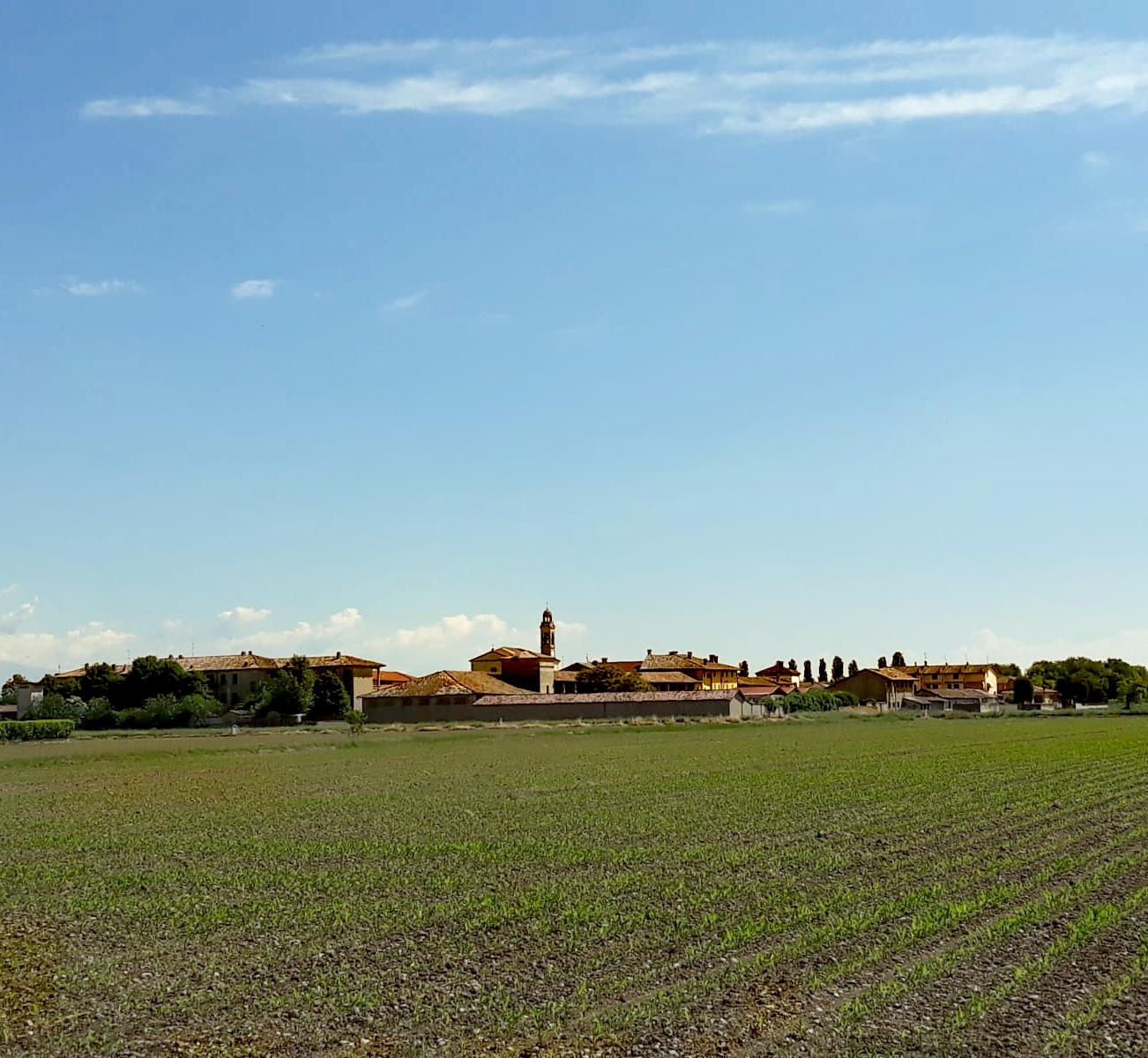
Fara Olivana
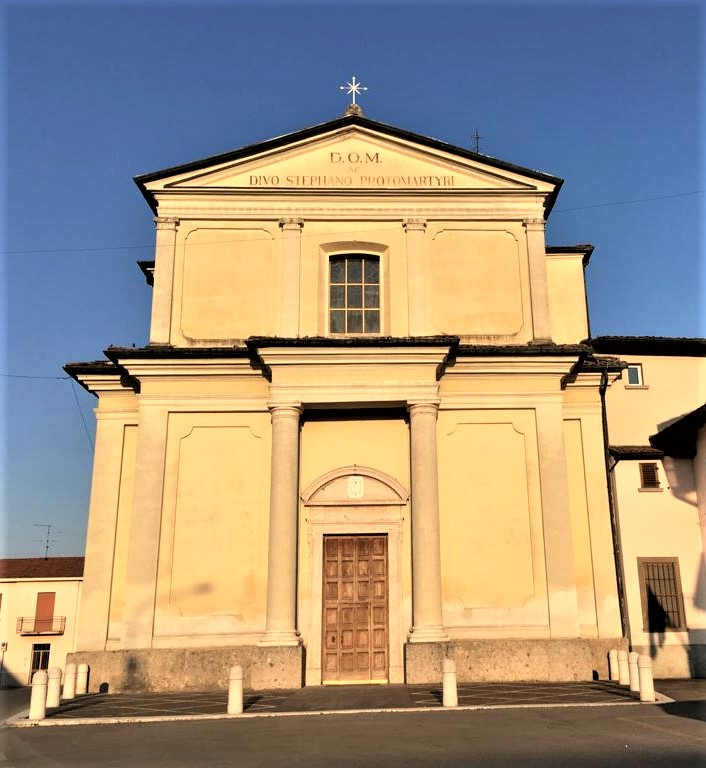
Pfarrkirche Santo Stefano
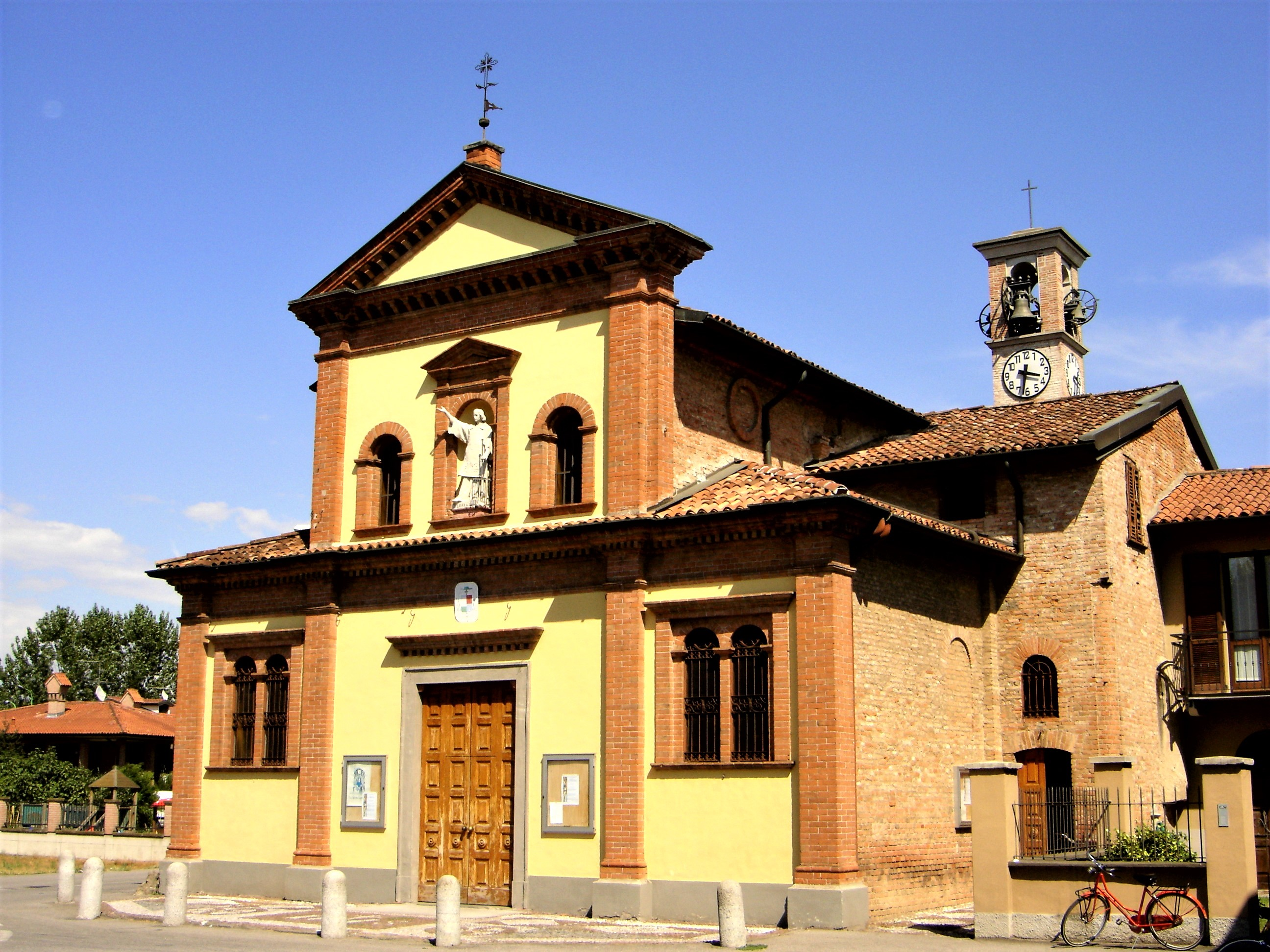
Pfarrkirche San Lorenzo Martire in Sola